# リトアニア＝白ロシア・ソビエト社会主義共和国

リトアニア＝白ロシア・ソビエト社会主義共和国
Сацыялістычная Савецкая Рэспубліка Літвы і Беларусі (ベラルーシ語)
Lietuvos ir Baltarusijos socialistinė tarybų respublika (リトアニア語)
Republika Sowiecka Litwy i Białorusi (ポーランド語)
Социалистическая Советская Республика Литвы и Белоруссии (ロシア語)
סאָציאַליסטישער סאָוועטישער רעפובליק פון ליטע און ווײַסרוסלאַנד (イディッシュ語)

国境線の案（青線）と1920年の実際の国境

リトアニア＝白ロシア・ソビエト社会主義共和国（リトアニア語: Lietuvos–Baltarusijos Tarybinė Socialistinė Respublika、ベラルーシ語: Літоўска–Беларуская Савецкая Сацыялістычная Рэспубліка、ロシア語: Литовско–Белорусская ССР、ポーランド語: Litewsko–Białoruska Republika Rad）、もしくはリトベル共和国は、現在のベラルーシとリトアニア東部にまたがって1919年の5ヶ月間だけ存在していたソビエト共和国である。この国家はリトアニア・ソビエト社会主義共和国と白ロシア社会主義ソビエト共和国の合併によって成立した。リトベル共和国はポーランド＝ソビエト戦争に巻き込まれ、ポーランド軍によって同国が領有を主張していたリトアニア東部の領土を占領されたため瓦解した。

## 背景
1918年10月に第一次世界大戦は終結したが、ソビエト・ロシアはドイツ軍の撤退にあわせて西方に進出し始めた。これはプロレタリア革命を世界に波及させるための挑戦であり、東欧地域にソビエト共和国を樹立することを目的としていた。ボルシェヴィキは1918年12月にはリトアニアに到達していた。ボリシェヴィキにとって、バルト地域は防波堤であるばかりでなく、西欧への架け橋であった。ボルシェヴィキは、バルト地域を通じてハンガリーやドイツの革命に参加することを期待していた。
リトアニア・ソビエト社会主義共和国は1918年12月16日に宣言され、白ロシア社会主義ソビエト共和国も1919年1月1日に宣言された。これらの共和国は弱体で、両国に新しく作られた共産党によって勝ち取られたものであったが、大衆の支持を得ているとはいえない状況にあった。ポーランド・ソビエト戦争およびリトアニア・ソビエト戦争による軍事的な挫折を受けて、ソビエトは2つの共和国を統合する努力をはじめた。そのため、1919年2月27日に両国はリトアニア=白ロシア・ソビエト社会主義共和国へと統合された。共産党も、同様にリトアニア＝白ロシア共産党へと改編された。

## 短命国家
リトアニア=白ロシア・ソビエト社会主義共和国の誕生は、リトアニアでも白ロシアでもまったく歓迎されなかった。とりわけ白ロシア人にとって、リトベル共和国の誕生はリトアニアによる白ロシア併合として理解され、白ロシアの民族主義を戦略的に悪用したものとして批判の対象になった。なかでも白ロシアの民族主義者Zmicier Zhylunovichは抗議のためにその地位を放棄した。しかしながらモスクワは統合に固執し、統合はAdolph Joﬀeの監督によって着々と進められた。Joffeによって選ばれたリトベル共和国政府の閣僚はVincas Mickevičius-Kapsukasを議長（首相に相当）としたが、白ロシア人は含まれていなかった。政府の財政はもっぱらロシア=ソビエトによる融資によって支えられていた。歴史家らはこの国家の建設を「人工的」あるいは「虚構」であると指摘している。
当初、リトベル共和国の首都はヴィリニュスに置かれていたが、4月にはヴィリニュスがポーランド軍のヴィーナ攻勢によって包囲されたため、ミンスクに遷都した。
ソビエト・ロシアを率いていたウラジーミル・レーニンはポーランド人の共産主義者Julian Markhlevskiを通じてポーランドとの和平交渉を始めることを望み、1919年7月17日にはリトベル共和国の解体を宣言した。ミンスクはポーランド軍によるミンスク作戦によって失陥しており、実体を失った共和国政府は8月にスモレンスクに疎開したが、25日には解散を余儀なくされた。。7月後半の時点でリトベル共和国の領土はポーランド軍、三国協商、リトアニア評議会（タリーバ）、そしてドイツによって占領されていた。

## その後
1919年9月、ソビエトはすでにリトアニア共和国の独立を認める立場をとっており、平和条約の交渉を始めていた。1920年7月12日にこの条約は締結された。その頃にはポーランド・ソビエト戦争の戦局はソビエト優勢に転じており、1920年7月31日、ミンスクを奪回したボリシェヴィキは白ロシア・ソビエト社会主義共和国を再建した。平和条約と外国からの承認にもかかわらず、ソビエトはリトアニアの転覆とソビエト共和国の再建を画策し始めたが、ワルシャワの戦いで敗北を喫したために前線を後退させた。歴史家らの中には、ポーランド軍の勝利がリトアニアをクーデターから救ったとして評価する者もいる。ポーランドとロシアの国境はリガ条約によって画定され、白ロシアの領域は半分ほどがポーランド第二共和国に帰属することになった。白ロシア・ソビエト社会主義共和国はその後1922年12月30日に連邦条約に参加し、ソビエト連邦の構成共和国となった。

## 閣僚
1919年2月27日の時点における人民委員会議（内閣に相当）の名簿は以下の通り。
- 議長兼外務人民委員：Vincas Mickevičius-Kapsukas
- 内務人民委員：Zigmas Aleksa-Angarietis
- 食料人民委員：Moses Kalmanovich
- 労務人民委員：Semyon Dimanstein
- 金融人民委員： Yitzhak Weinstein
- 国土交通人民委員：Aleksandras Jakševičius
- 農業人民委員：Vaclovas Bielskis
- 文部人民委員：Julian Leszczyński
- 逓信人民委員：Carl Rozental (К.Ф. Розенталь)
- 法務人民委員：Mieczysław Kozłowski(Мечислав Козловский)
- 軍務人民委員：Józef Unszlicht
- 厚生人民委員：Petras Avižonis
- 人民経済人民委員：Vladimir Ginzburg
- 社会政策人民委員：Josif Oldak